# Barpa Langais

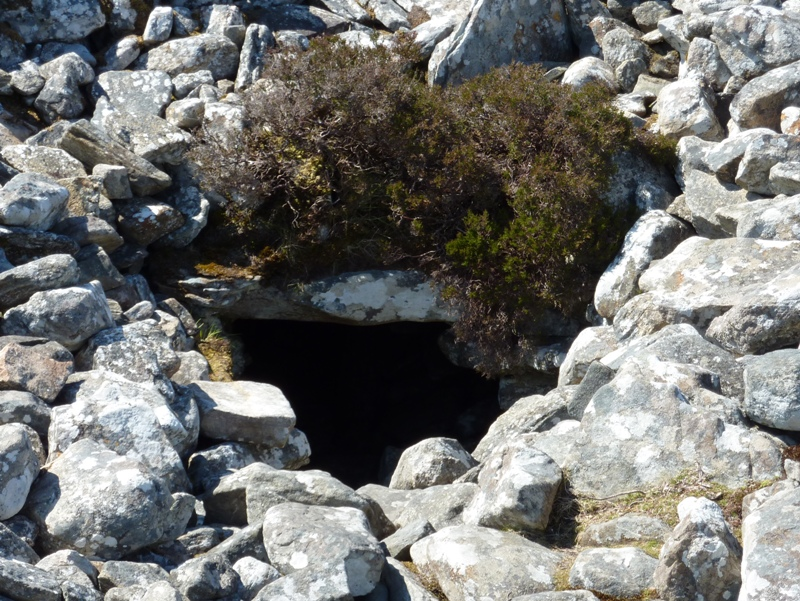
De ingang van de passage die naar de grafkamer leidt.

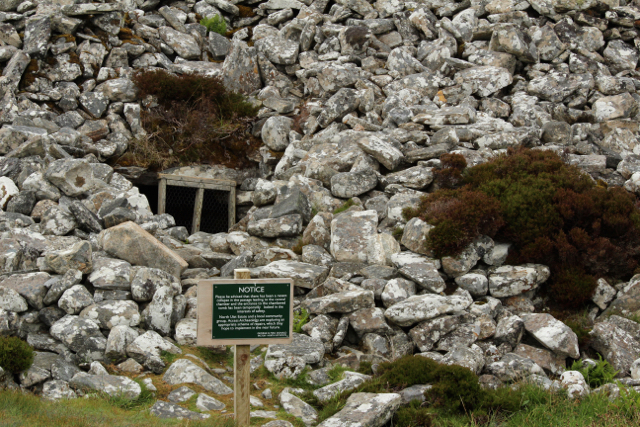
De ingang is (tijdelijk) afgesloten.

Barpa Langais, ook wel Barpa Langass genoemd, is een gekamerde graftombe uit het neolithicum, gelegen op North Uist in de Schotse Buiten-Hebriden.

## Locatie en naam
Barpa Langais is ten noorden van Langass gelegen en ten zuidoosten van de A867. De graftombe ligt tegen de westelijke helling van de berg Beinn Langais. Ongeveer 0,8 kilometer verder ligt op dezelfde berg de steencirkel Pobull Fhinn.
Barpa Langais is samengesteld uit het Schots-Gaelische woord barpa dat tombe of berg van stenen betekent en Langais naar de plaats met dezelfde naam waar de tombe ligt.

## Beschrijving
Barpa Langais is de best bewaarde gekamerde tombe (chambered cairn) in de Buiten-Hebriden. Niet alleen zijn de stenen van het plafond van de kamer nog onbeschadigd; ook de toegangspassage was tot voor kort nog intact. In 2016 is de situatie dat een gedeelte is ingestort waardoor de cairn op dit moment niet toegankelijk is voor publiek. Er zijn plannen voor restauratie. Barpa Langais wordt gedateerd tussen 4000 v.Chr. en 2350 v.Chr.
Barpa Langais is 4,3 meter hoog en wordt gevormd door een grote berg stenen. De diameter is 25 meter. Een aantal grote stenen, kerbs genaamd, zijn nog aanwezig. Deze kerbs vormden de rand van de tombe en hadden tot functie te voorkomen dat de kleinere stenen verder naar buiten zakten.
Aan de oostzijde bevond zich een halfronde voorhof, die leidde naar de toegangspassage. Deze passage loopt vervolgens naar de interne grafkamer. De grafkamer wordt gevormd door zes grote, staande stenen met een plafond van platte stenen. De kamer is 4 bij 1,8 meter groot.
Het type gekamerde tombe waartoe Barpa Langais wordt gerekend is de Clyde-Carlingford groep. Dit type heeft als belangrijkste kenmerk de voorhof voor de ingang.
Volgens een overlevering zouden er nog twee andere grafkamers in Barpa Langais zijn; dit is echter nooit bewezen. Een van deze twee kamers zou aan het eind van de negentiende eeuw aan de noordzijde bereikbaar zijn geweest.

## Vondsten
In 1911 werden in de voorhof verscheidene stenen gereedschappen gevonden, verbrande botten en stukken aardewerk van het type beker; deze waren in een eerder stadium verwijderd uit de eigenlijke grafkamer. Sinds 1911 is Barpa Langais niet meer archeologisch onderzocht.
Nabij de tombe, vlak naast de A867, zijn er in 2006 bewijzen gevonden voor het bestaan van een nederzetting uit het neolithicum of mesolithicum op die plaats.